# Білоцерківський автобус
Білоцерківський автобус — система автобусного громадського транспорту міста Біла Церква. Основним перевізником є Білоцерківський автобусний парк, а також приватні підприємці. Система складається з міських та приміських маршрутів.

## Історія
У травні 2023 року було закуплено 17 вживаних низькопідлогових автобусів, з них 10 MAN Lion's City і 7 Mercedes-Benz Citaro.
| №   | Початковий пункт       | Кінцевий пункт         | Перевізник                            | Примітки                                           |
| --- | ---------------------- | ---------------------- | ------------------------------------- | -------------------------------------------------- |
| 2   | ст. Роток              | "Хімбуд"               | МПП "Діліжанс"                        |                                                    |
| 3   | ж/м "Заріччя"          | Одеська траса          | ПАТ "Білоцерківський автобусний парк" | Працює в будні дні.                                |
| 4   | пл. Перемоги           | ж/м "Таращанський"     | ТОВ "Епітранс"                        |                                                    |
| 5   | ст. Роток              | ж/м "Таращанський"     | МПП "Діліжанс"                        |                                                    |
| 6   | ж/м "Заріччя"          | мкрн. "Гайок"          | ПАТ "Білоцерківський автобусний парк" |                                                    |
| 6а  | ж/м "Заріччя"          | Урочище "Товста"       | ПАТ "Білоцерківський автобусний парк" |                                                    |
| 6с  | пл. Перемоги           | с. Сидори              | ПАТ "Білоцерківський автобусний парк" |                                                    |
| 7   | пл. Перемоги           | вул. Кожедуба          | ТОВ "Транссіті"                       | Через 4-й мікрорайон                               |
| 8   | пл. Перемоги           | вул. Кожедуба          | ТОВ "Епітранс"                        | Окремі рейси до ТОВ "Даніком", працює в будні дні. |
| 11  | ж/м "Таращанський"     | Сухий Яр               | ПАТ "Білоцерківський автобусний парк" | Працює в будні дні.                                |
| 11с | с. Скребиші            | ж/м "Таращанський"     | ПАТ "Білоцерківський автобусний парк" |                                                    |
| 13  | мкрн "Гайок"           | Авторинок              | ПАТ "Білоцерківський автобусний парк" |                                                    |
| 14  | Залізничний вокзал     | ж/м "Заріччя"          | ТОВ "Транссіті"                       |                                                    |
| 16  | ж/м "Піщаний"          | вул. Січневого прориву | ТОВ "Транссіті"                       | Працює в будні дні.                                |
| 17  | вул. Січових стрільців | "ХімБуд"               | ТОВ "Транссіті"                       |                                                    |
| 18  | Залізничний вокзал     | "ХімБуд"               | МПП "Діліжанс"                        |                                                    |
| 19  | ст. Роток              | Авторинок              | ПАТ "Білоцерківський автобусний парк" |                                                    |
| 19а | ст. Роток              | Фабрика "Веста"        | ПАТ "Білоцерківський автобусний парк" | Працює в будні дні.                                |
| 19г | ст. Роток              | с. Гайок               | ПАТ "Білоцерківський автобусний парк" |                                                    |
| 19п | Авторинок              | с. Піщана              | ПАТ "Білоцерківський автобусний парк" |                                                    |
| 20  | вул. Ярмаркова         | с. Шкарівка            | ТОВ "Транссіті"                       |                                                    |
| 21  | вул. Томилівська       | вул. Семашка           | ТОВ "Транссіті"                       | Працює в будні дні.                                |
| 22  | Одеська траса          | мкрн. Гайок            | ТОВ "Транссіті"                       |                                                    |
| 23  | вул. Ярмаркова         | с Сидори               | ПАТ "Білоцерківський автобусний парк" |                                                    |
| 24  | вул. Ярмаркова         | с. Скребиші            | ПАТ "Білоцерківський автобусний парк" |                                                    |
| 25  | вул. Ярмаркова         | с. Городище            | ПАТ "Білоцерківський автобусний парк" | Працює в будні дні.                                |
| 26  | вул. Ярмаркова         | с. Піщана              | ПАТ "Білоцерківський автобусний парк" |                                                    |
| 27  | вул. Ярмаркова         | с. Гайок               | ПАТ "Білоцерківський автобусний парк" |                                                    |